# Jelena Rundqvist
Jelena Petra Eva Rundqvist, född 16 maj 1967 i Katarina församling, Stockholm, är en svensk konstnär. 
Hon har bland annat varit en av tre chefer för Tensta konsthall i Tensta. Rundqvist har även arbetat som designer och stylist. Åren 2001–2003 drev hon projekten After Shopping och SAM på Kulturhuset i Stockholm. Hon är dotterdotter till Ingemar Tunander.